# Sandra Faber

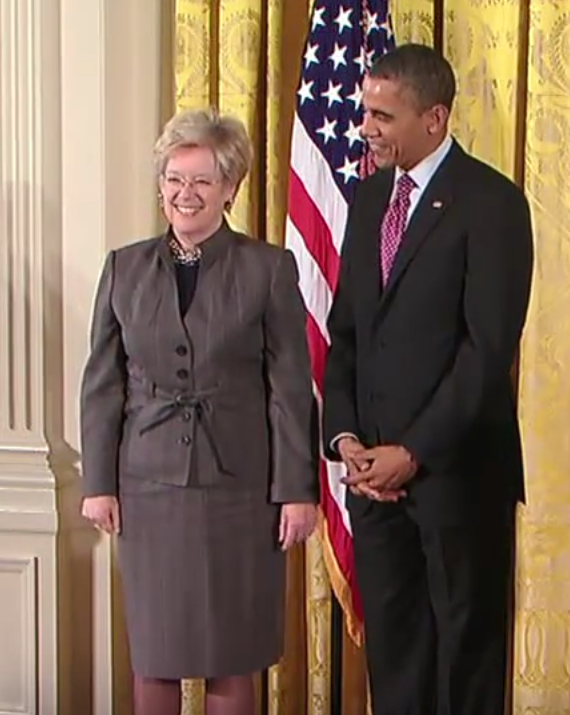
Sandra Faber przyjmuje medal od prezydenta Baracka Obamy (2013)

Sandra Moore Faber (ur. 28 grudnia 1944 w Bostonie) – amerykańska astronom i kosmolog.

## Życiorys
Do szkoły średniej uczęszczała w Pittsburghu. Studiowała fizykę w Swarthmore College, gdzie w 1966 roku uzyskała stopień BA. Doktorat z astronomii uzyskała na Harvard University w 1972 roku. W tym samym roku podjęła pracę jako Assistant Professor w Obserwatorium Licka zarządzanym przez University of California, Santa Cruz.
W 1976 roku prowadząc, wraz ze swoim studentem Robertem Jacksonem, badania spektroskopowe galaktyk eliptycznych, zaobserwowała zależność pomiędzy ich świetlnością a rozrzutem prędkości. Zależność tę opisali empirycznym równaniem, nazwanym ich imieniem.
W latach 80. XX wieku była liderem zespołu naukowców (nazwanych „siedmioma samurajami”) badających właściwości galaktyk. Zaobserwowane nieregularności w ich ruchu doprowadziły do odkrycia tzw. Wielkiego Atraktora.

## Wyróżnienia i nagrody
- 1985 – Dannie Heineman Prize for Astrophysics
- 2011 – Henry Norris Russell Lectureship, National Medal of Science[1]
- 2012 – Bruce Medal, Medal Karla Schwarzschilda